# Phường 3, Quận 3
Phường 3 là một phường cũ thuộc Quận 3, Thành phố Hồ Chí Minh, Việt Nam.
Phường 3 có diện tích 0,16 km², dân số năm 2021 là 10.412 người,  mật độ dân số đạt 65.075 người/km².